# Bemisia spiraeoides
Bemisia spiraeoides là một loài côn trùng cánh nửa trong họ Aleyrodidae, phân họ Aleyrodinae.
Bemisia spiraeoides được Mound & Halsey miêu tả khoa học đầu tiên năm 1978.